# Echeandia palmeri
Echeandia palmeri är en sparrisväxtart som beskrevs av Robert William Cruden. Echeandia palmeri ingår i släktet Echeandia och familjen sparrisväxter. Inga underarter finns listade i Catalogue of Life.